# Everaldo Dias Pereira
Everaldo Dias Pereira (ur. 22 lutego 1956 w Rio de Janeiro) – brazylijski pastor zielonoświątkowy, duchowny Zborów Bożych, polityk i biznesmen. Jest wiceprezesem Partii Chrześcijańsko-Społecznej (PSC), która nominowała go na kandydata w wyborach prezydenckich odbytych w październiku 2014. W wyborach tych zajął 5. miejsce, uzyskując 0,75% głosów.